# Calamares (software)

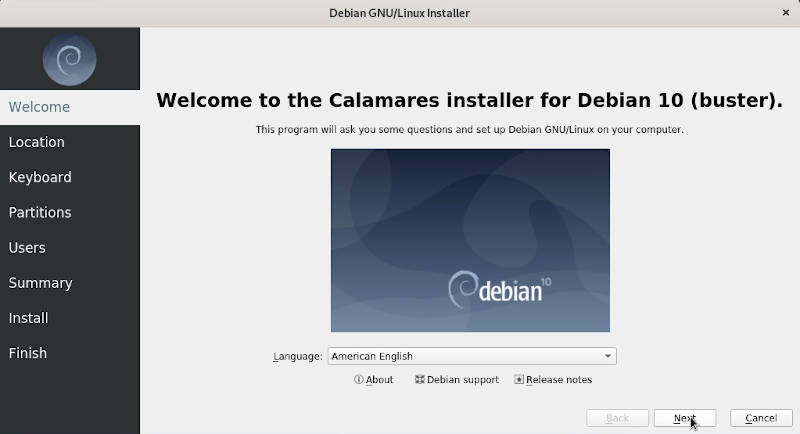
Instalador Calamares en Debian 10 Buster

Calamares es un instalador de sistemas independiente de código abierto y "agnóstico a la distribución" para distribuciones de GNU/Linux.

## Acerca de
Calamares es utilizado por CachyOS, Garuda Linux, Huayra_GNU/Linux, Manjaro, Netrunner, KaOS, KDE neon, Lubuntu, Sabayon Linux, Chakra, EndeavourOS, Peppermint OS, Artix Linux, OpenMandriva Lx, Q4OS, el medio Live de Debian  y varias distribuciones de GNU/Linux menos conocidas. También se ha utilizado para automatizar la instalación de distribuciones de línea de comandos y crear distribuciones personalizadas. El desarrollo comenzó en 2014 de la mano de Teo Mrnjavac, miembro de la comunidad de Manjaro, "con el apoyo de Blue Systems", y luego fue retomado por KaOS. Actualmente, Calamares es mantenido por el equipo de Calamares, la mayoría de los cuales son desarrolladores de KDE, y no tiene una asociación exclusiva con ninguna distribución de Linux. Calamares no es un proyecto de KDE, KaOS o Manjaro.

## Configuración
Calamares es altamente configurable utilizando una combinación de módulos de código y herramientas incorporadas. Los desarrolladores de distribuciones pueden añadir su propia marca y configuración a Calamares. Sin embargo, algunos creadores de distribuciones optan por dejar el instalador con su apariencia y opciones predeterminadas.